# Мідорі (лікер)
Мідорі (яп. ミドリ (緑), досл. «зелений») — лікер зеленого кольору зі смаком дині, розроблений компанією Suntory. Зараз виробляється у Японії, Франції та Мексиці, проте до 1987 вироблявся виключно у Японії.
Вперше представлений у 1978 на вечірці у нью-йоркському клубі Studio 54 (спершу був випущений як лікер з назвою «Гермес» у 1964 р.).
Має міцність 4,5—20 %. Слово «мідорі» з яп. означає «зелений». На смак лікер дуже солодкий, тому його зазвичай використовують у коктейлях, наприклад у «Японські тапочки». Лікер компонується із соками. Версія Мідорі, яка виготовляється у Франції, солодша, ніж оригінальний японський варіант.
Лікер Мідорі можна придбати в Україні.